# Polestar

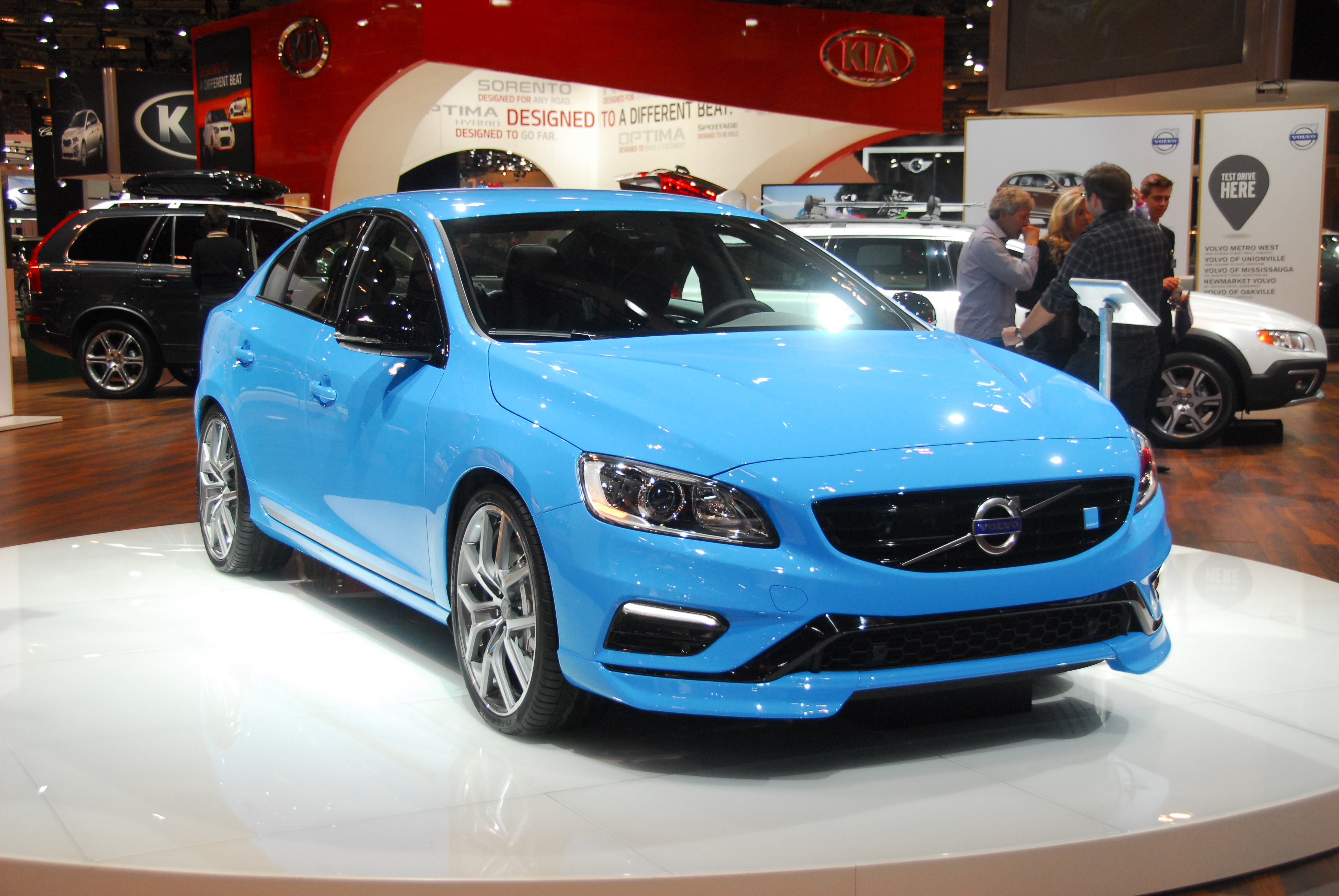
Volvo S60 Polestar

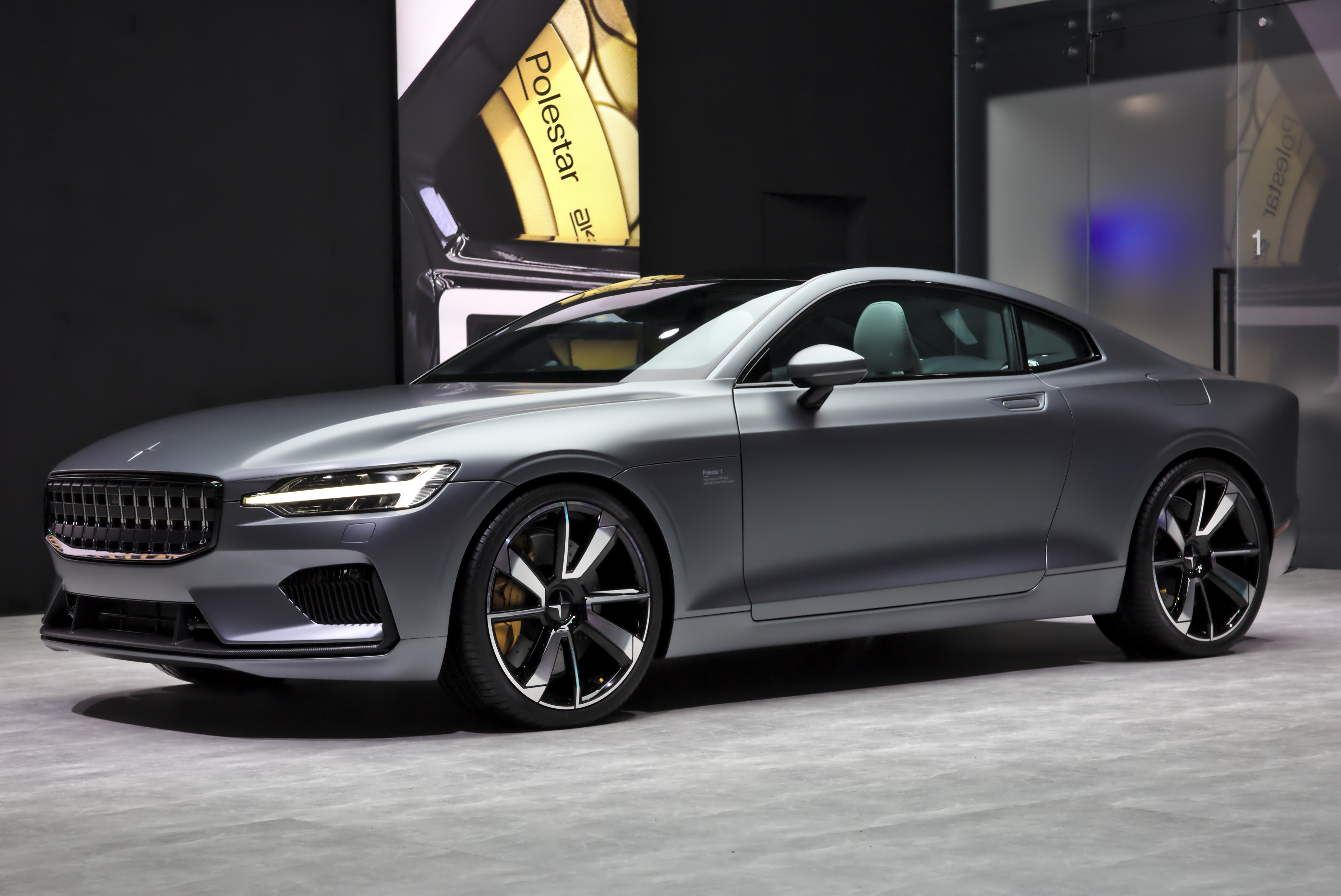
Polestar 1

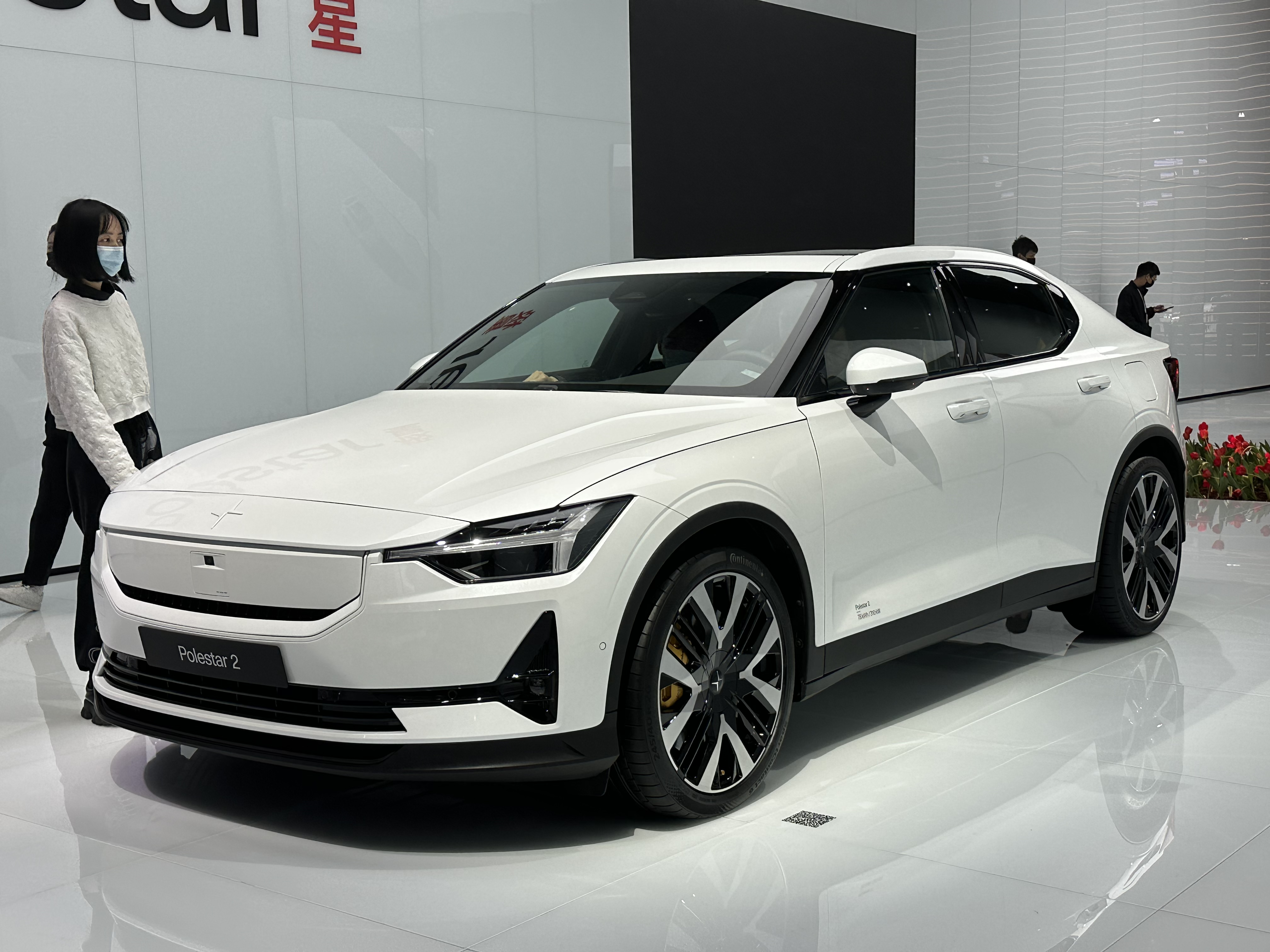
Polestar 2

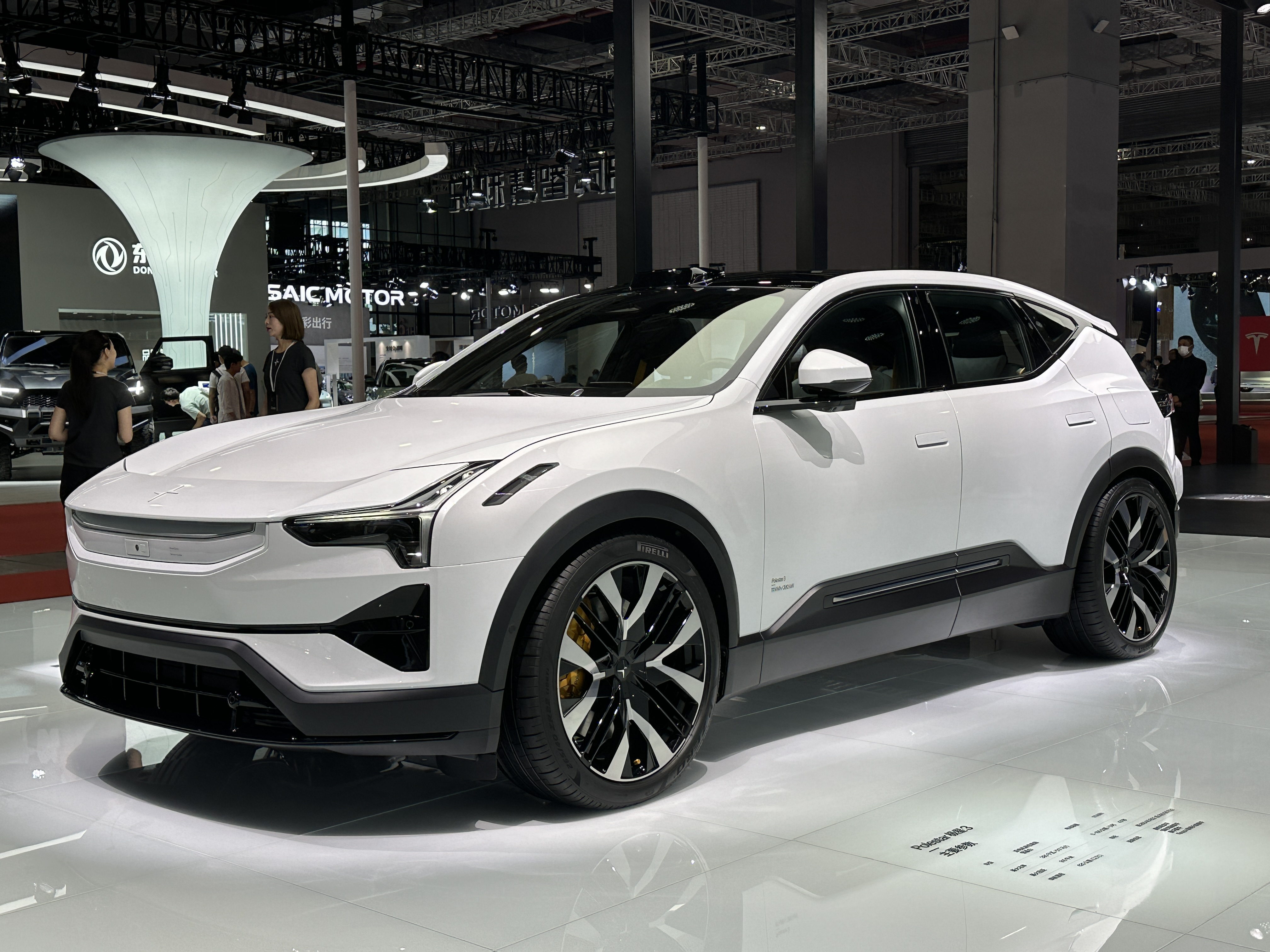
Polestar 3

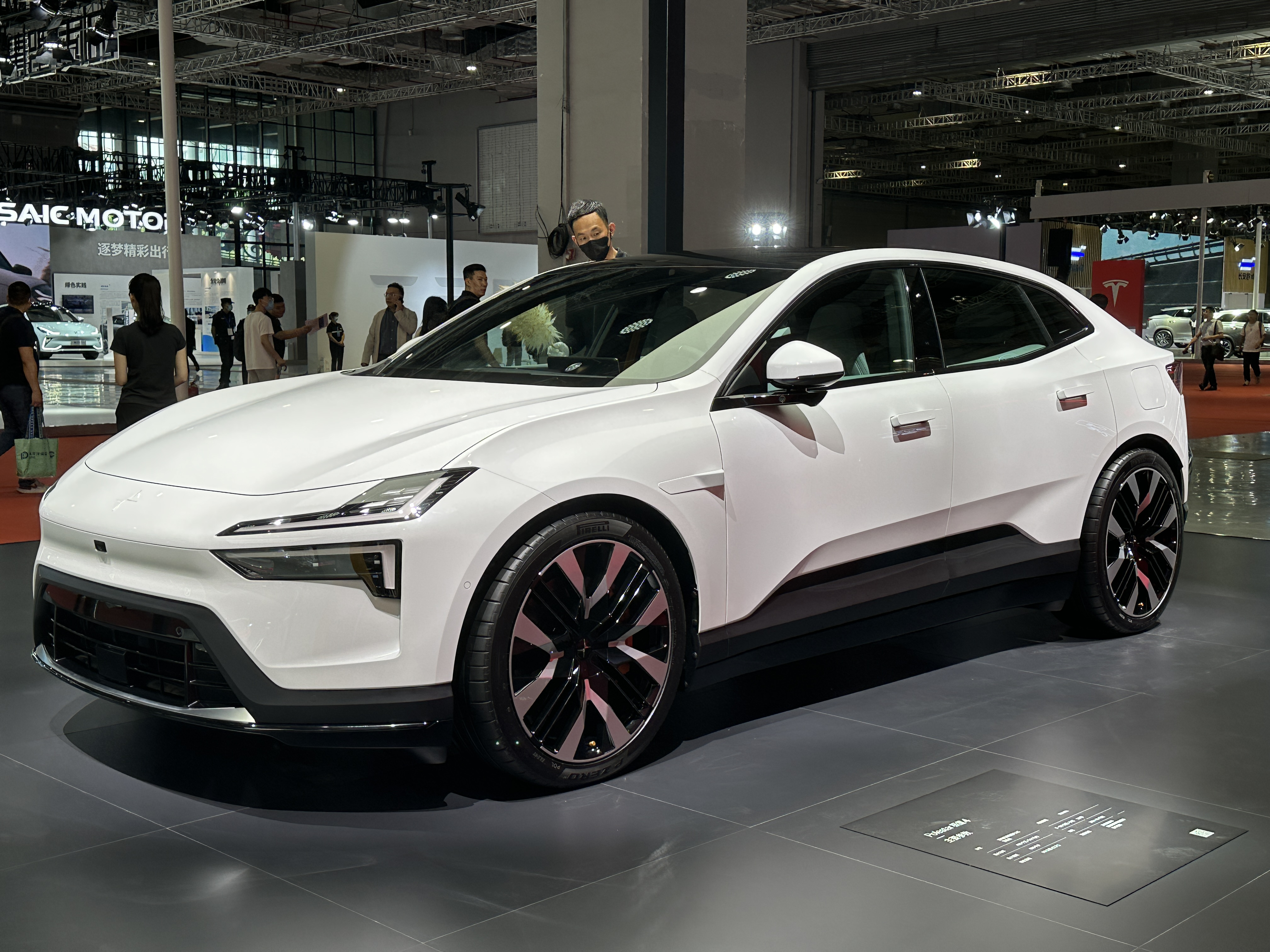
Polestar 4

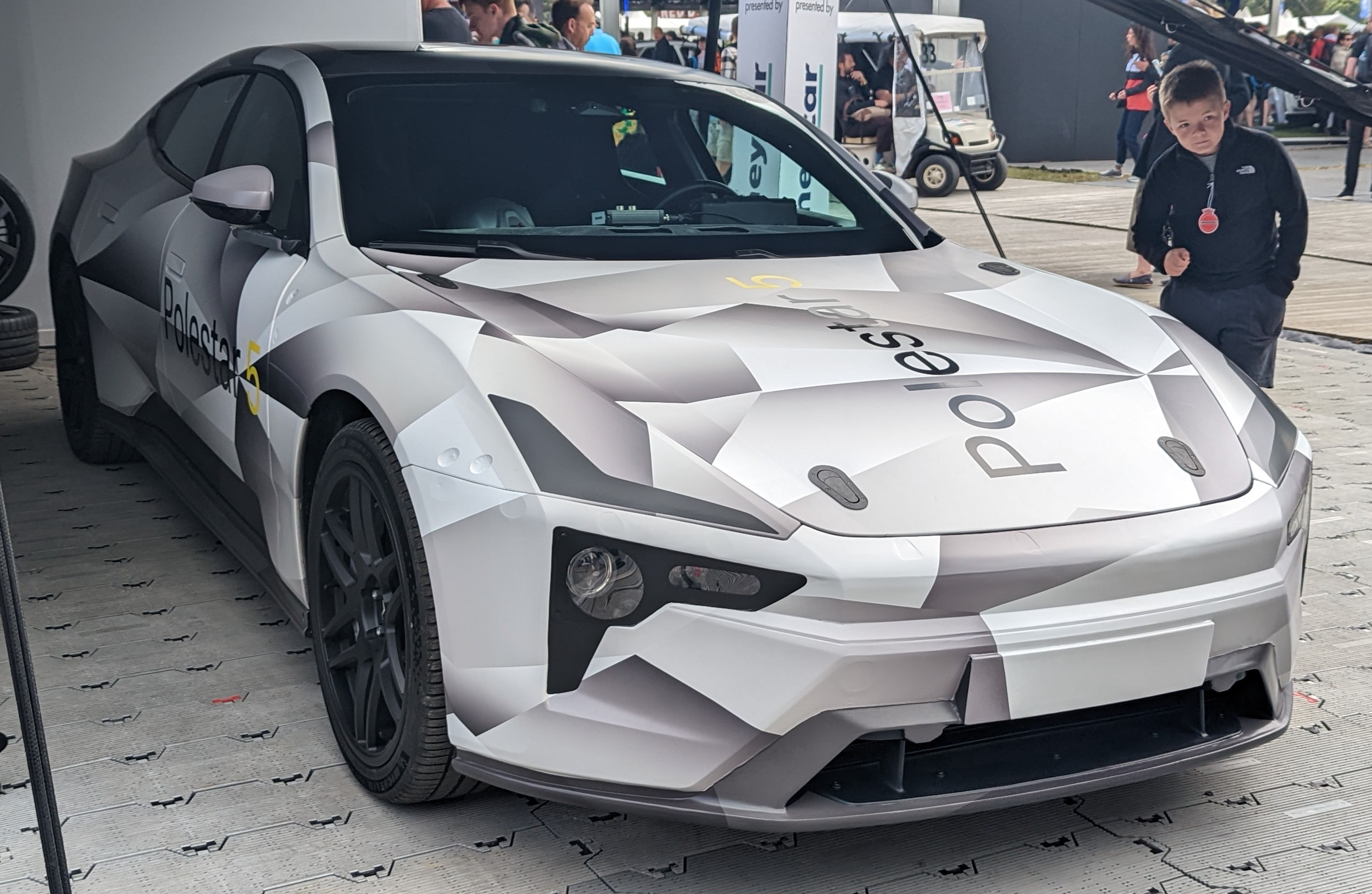
Polestar 5

Polestar is een autofabrikant en het performancemerk van Volvo Car Corporation, gevestigd in Göteborg in Zweden. Het merk richt zich op het bouwen van sportieve elektrische auto's. Daarnaast neemt deze autofabrikant onder de naam Polestar Engineered de taak op van huistuner voor Volvo zoals Mercedes-AMG en BMW-Motorsport dit zijn voor Mercedes en BMW: het ontwikkelt op basis van Volvomodellen high-performance auto's, en levert onderdelen voor bestaande Volvomodellen om deze zowel technisch als cosmetisch sportiever te maken.

## Activiteiten
Polestar bestond oorspronkelijk uit twee divisies: Polestar Performance, de divisie die zich richt op het aanpassen van Volvomodellen en het ontwikkelen van nieuwe motoren en onderdelen, en Polestar Racing, de divisie voor raceauto's.
In 2015 werd Volvo voor 100% eigenaar van Polestar Performance en Polestar Holding die de eigenaar is van de merknaam Polestar. De racedivisie werd niet overgenomen door Volvo, eigenaar blijft Christian Dahl maar de naam werd Cyan Racing. Cyan Racing is de officiële motorsportpartner van Polestar en beiden werken samen onder de naam Polestar Cyan Racing. 
Er bestaat een nauwe samenwerking tussen Volvo Cars en Polestar. Dit betreft het delen van technologieën en Polestar maakt ook gebruik van de fabrieken van Volvo Cars waar de productie is geconcentreerd. Volvo Cars maakt het Polestar 2 model in de Taizhou-fabriek in de China en de fabriek in Charleston (South Carolina) samen met een fabriek in China assembleren de Polestar 3. De gebruikte technologie voor de modellen Polestar 2 en Polestar 3 wordt ook gebruikt in de eigen Volvo modellen. Voor beide bedrijven betekent dit een efficiënter gebruik van fabrieken en ook schaalvoordelen op het gebied van inkoop en logistiek.
In juni 2022 kreeg Polestar Automotive Holding UK PLC, de officiële bedrijfsnaam, een notering aan de NASDAQ effectenbeurs. De notering kwam tot stand via een fusie met een beursgenoteerde lege huls, een special purpose acquisition company (SPAC) met de naam Gores Guggenheim. Aan het einde van de eerste beursdag noteerde het aandeel een koers van US$ 13. Van de beursnotering ontving Polestar zelf US$ 890 miljoen en dat geld wordt gebruikt om nieuwe modellen op de markt te brengen.
| Jaar | Omzet           | Nettoresultaat  | Verkopen auto's |
| Jaar | (× US$ miljoen) | (× US$ miljoen) | Verkopen auto's |
| ---- | --------------- | --------------- | --------------- |
| 2020 | 610             | −485            |                 |
| 2021 | 1337            | −1007           | 28.600          |
| 2022 | 2462            | −466            | 51.500          |
| 2023 | 2379            | −1195           | 54.600          |

## Geschiedenis
- 1996: Flash Engineering werd opgericht in Zweden om de Volvo Touring Cars te racen in het Swedish Touring Car Championship (STCC). De eerste auto was de 850 Super Touring, gebouwd door Tom Walkinshaw Racing (TWR) en werd geracet tot 1997
- 1998: De Volvo S40 Super Touring, gebouwd door Tom Walkinshaw Racing (TWR) werd door het team ingezet
- 2003: De Volvo S60 S2000, oorspronkelijk door Prodrive gebouwd, werd ingezet door Flash Engineering die het model ook verder ontwikkelde
- 2004: Flash Engineering wordt overgenomen door Christian Dahl
- 2005: Flash Engineering krijgt de nieuwe naam Polestar
- 2009: De Volvo C30 S2000 is het eerste volledige project uitgevoerd door Polestar. Polestar wordt officiële Volvopartner voor het aanpassen van gewone Volvomodellen, dit onder een nieuwe divisie Polestar Performance, de racedivisie heet nu Polestar Racing
- 2010: Polestar onthult de Volvo C30 Polestar Concept als eerste wagen van Polestar voor de openbare weg
- 2012: De ontwerper Thomas Ingenlath wordt weggekocht bij het Volkswagen Design Center in Potsdam. Met een jong team moet hij Volvo en Polestar bij de tijd brengen. Polestar onthult de Volvo S60 Polestar Concept als tweede wagen voor de openbare weg
- 2013: De Volvo S60 Polestar en Volvo V60 Polestar zijn de eerste productiemodellen van Polestar voor de openbare weg
- 2015: Volvo neemt Polestar Performance over, Polestar Racing blijft eigendom van Christian Dahl en heet nu Cyan Racing
- 2017: Volvo kondigt aan dat het onder de naam Polestar elektrische wagens zal bouwen voor het hogere segment van de markt, waarbij Polestar wordt gepositioneerd als zelfstandige autofabrikant. Het kenmerkende logo dat voorheen leek op een kruis met in het midden een bolletje wordt ingeruild voor iets dat lijkt op twee boemerangs tegenover elkaar. Op 17 oktober stelt Polestar hun eerste eigen model voor: de Polestar 1.
- 2018: Polestar meldt dat het officieel onder naam de Polestar Engineered bestaande Volvo modellen blijft optimaliseren voor hoge prestaties. Het eerste model onder de nieuwe naam is de Volvo S60 T8 Polestar Engineered.
- 2020: De Polestar 2 komt op de markt. Er worden 10.000 exemplaren van verkocht.
- 2022: Van de Polestar 2 worden 51.000 exemplaren verkocht.[3] De presentatie van de Polestar 3 wordt uitgesteld. Vanaf juni staan de aandelen van Polestar genoteerd aan de NASDAQ effectenbeurs.
- 2024: Polestar gaat afscheid nemen van 450 medewerkers, circa 15% van het totaal, na tegenvallende verkopen in 2023.[4]

## Producten

### Auto's
Onder de naam Polestar Engineered Cars maakt Polestar op basis van een bestaand Volvomodel eigen modellen voor de openbare weg. Het onderstel, de aandrijflijn en motor, de besturing, de wielen en remmen worden aangepast. Het interieur krijgt een sportievere uitstraling. Ook ontwikkelt Polestar nieuwe motoren en aandrijflijnen.
Naast wagens gebaseerd op Volvomodellen brengt het bedrijf modellen uit onder de eigen merknaam Polestar.
Op 17 oktober 2017 stelde Polestar een eerste eigen model voor: de Polestar 1. Dit is een luxueuze 2+2 coupé, geïnspireerd op de Volvo Coupé Concept van 2013 en technisch gebaseerd is op het Volvo Scalable Product Architecture (SPA) platform (Volvo 60- en 90-reeks). De aandrijflijn is een plug-inhybride van een verbrandingsmotor met elektromotoren die samen goed zijn voor 609 pk en 1.000 Nm. De voorwielen worden aangedreven door de verbrandingsmotor, terwijl de achterwielen elk een elektromotor hebben van 80 kW. De wagen heeft een batterijpak van 34 kWh met een actieradius van 124 km in pure elektrische modus.
Polestar laat officieel weten dat de Polestar 2 in 2019 beschikbaar wordt, een volledig elektrische model in het D-segment dat concurreert met auto's als de Tesla Model 3. Daarnaast komt de Polestar 3, een volledige elektrische SUV in het E-segment die zijn basis deelt met de Volvo EX90 en de Polestar 4, een volledig elekrische cross-over SUV in het D-segment.
| Introductie | Model                            | Type      | Motor                                                      | Aandrijving                          |
| ----------- | -------------------------------- | --------- | ---------------------------------------------------------- | ------------------------------------ |
| 2009        | Volvo C30 Polestar Concept       | concept   | 5-cilinder, 2500 cc, atmosferisch, 451 pk                  | AWD, 6-versnellingen manueel         |
| 2012        | Volvo S60 Polestar Concept       | concept   | 6-cilinder, 3000 cc, turbo, 508 pk                         | AWD, 6-versnellingen manueel         |
| 2013        | Volvo S/V60 Polestar             | productie | 6-cilinder, 3000 cc, turbo, 350 pk                         | AWD, 6-versnellingen automatisch     |
| 2016        | Volvo S/V60 Polestar Drive-E     | productie | 4-cilinder, 1969 cc, turbo, 367 pk                         | AWD, 8-versnellingen automatisch     |
| 2017        | Polestar 1                       | productie | 4-cilinder, 1969 cc, plug-inhybride, 600 pk                | AWD, 8-versnellingen automatisch     |
| 2018        | Volvo S60 T8 Polestar Engineered | productie | 4-cilinder, 1969 cc, plug-inhybride, 415 pk                | AWD, 8-versnellingen automatisch     |
| 2018/2019   | Polestar 2                       | productie | BEV - 400V lithium-ion accu met een capaciteit van 69 kWh  | Achterwielaandrijving en AWD versies |
| 2022        | Polestar 3                       | productie | BEV - 400V lithium-ion accu met een capaciteit van 111 kWh | AWD                                  |
| 2023        | Polestar 4                       | productie | BEV - 400V lithium-ion accu met een capaciteit van 102 kWh | Achterwielaandrijving en AWD versies |

### Performance onderdelen
Onder de naam Polestar Engineered Parts ontwikkelt en levert Polestar onderdelen om bestaande Volvomodellen een sportiever uiterlijk te geven al dan niet gepaard aan betere prestaties. Het interieur kan sportiever aangekleed worden, er zijn speciale wielen, spoilers, diffusors, verlagingssets en uitlaatlijnen beschikbaar.

### Optimalisering van bestaande modellen
Onder de naam Polestar Engineered Optimisation past Polestar bestaande Volvomodellen aan voor betere prestaties. De motor, de respons van het gaspedaal en het gedrag van de versnellingsbak kunnen worden aangepast. Deze tuning wordt aangeboden voor zowel nieuwe als oudere auto's.

## Motorsport
Onder de naam Polestar Cyan Racing werkt Polestar samen met Cyan racing om Volvo's in te zetten in de racewereld. Samen ontwikkelen ze raceauto's en ontwikkelen ze nieuwe motoren en componenten om deze in te zetten op races over de hele wereld.

### Racewagens
| Jaar      | Model                   | Constructeur                     | Goedkeuring   | Motor                                    | Aandrijving                      | Gewicht |
| --------- | ----------------------- | -------------------------------- | ------------- | ---------------------------------------- | -------------------------------- | ------- |
| 1996-1997 | Volvo 850 Super Touring | TWR                              | Super Touring | 5-cilinder, 2000cc, atmosferisch, 295 pk | FWD, 6-versnellingen sequentieel | 975 kg  |
| 1998-2002 | Volvo S40 Super Touring | TWR                              | Super Touring | 5-cilinder, 2000cc, atmosferisch, 317 pk | FWD, 6-versnellingen sequentieel | 975 kg  |
| 2003-2007 | Volvo S60 S2000         | Prodrive/Polestar                | S2000         | 5-cilinder, 2000cc, atmosferisch, 280 pk | FWD, 6-versnellingen sequentieel | 1165 kg |
| 2008-2011 | Volvo C30 S2000         | Polestar                         | S2000         | 5-cilinder, 2000cc, atmosferisch, 290 pk | FWD, 6-versnellingen sequentieel | 1159 kg |
| 2011-2013 | Volvo C30 S2000 1.6T    | Polestar                         | S2000 1.6T    | 4-cilinder, 1600cc, turbo, 340 pk        | FWD, 6-versnellingen sequentieel | 1164 kg |
| 2012-2016 | Volvo S60 STCC          | Solution-F/Polestar              | TTA           | 6-cilinder, 3500cc, atmosferisch, 420 pk | RWD, 6-versnellingen sequentieel | 1150 kg |
| 2014-2016 | Volvo S60 V8SC          | Garry Rogers Motorsport/Polestar | COTF          | 8-cilinder, 5000cc, atmosferisch, 650 pk | RWD, 6-versnellingen sequentieel | 1400 kg |
| 2016-     | Volvo S60 Polestar TC1  | Cyan Racing                      | TC1           | 4-cilinder, 1600cc, turbo, 400 pk        | FWD, 6-versnellingen sequentieel | 1100 kg |

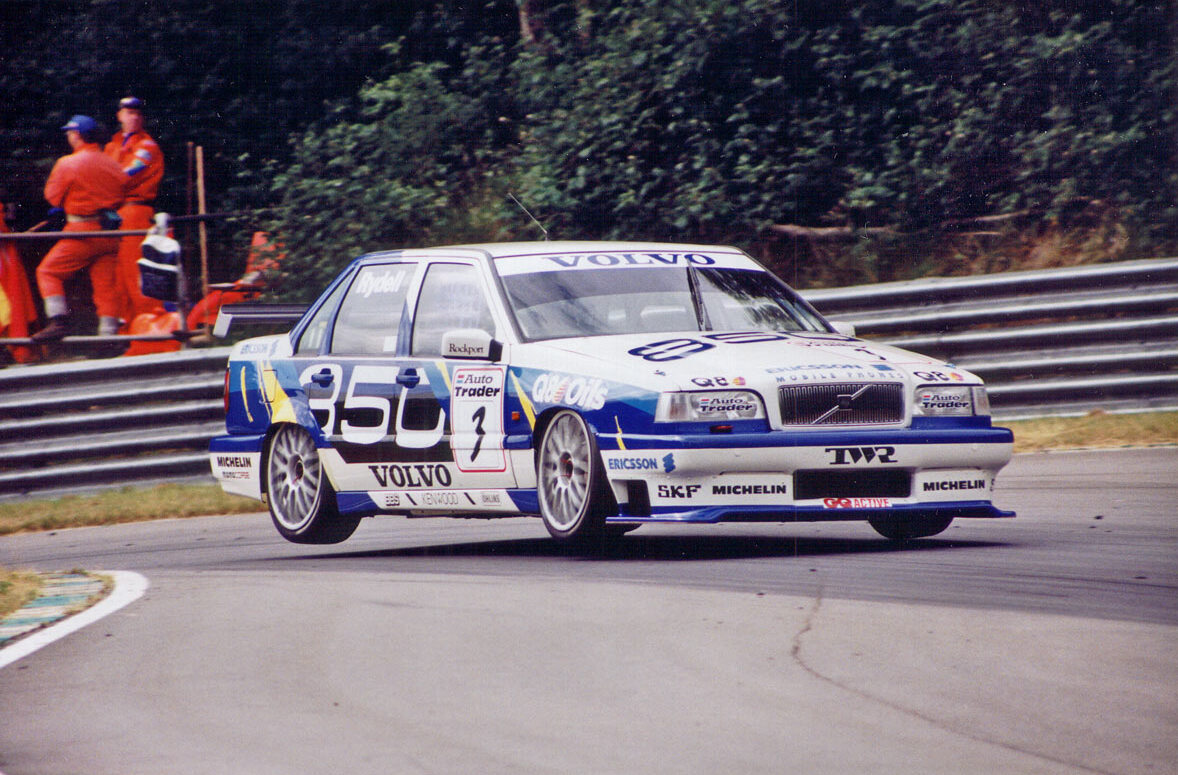
Volvo 850 Super Touring
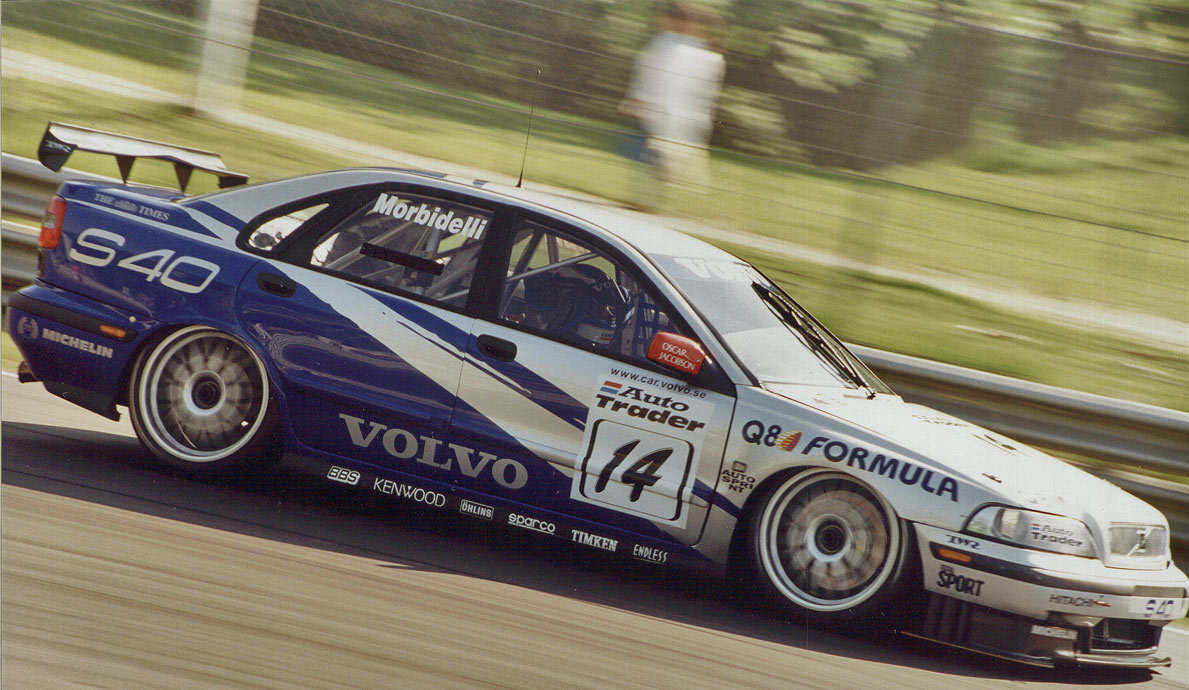
Volvo S40 Super Touring
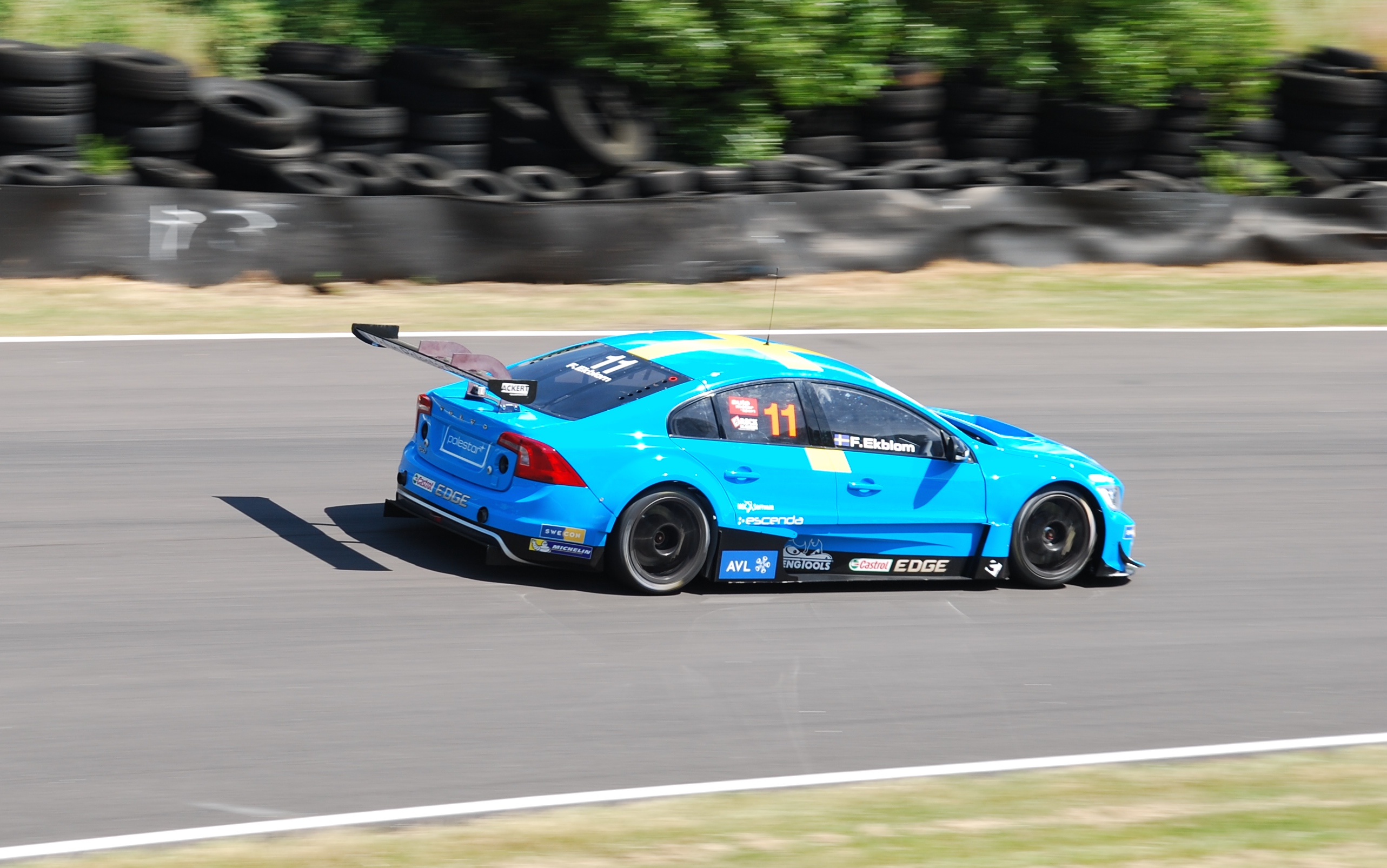
Volvo S60 STCC
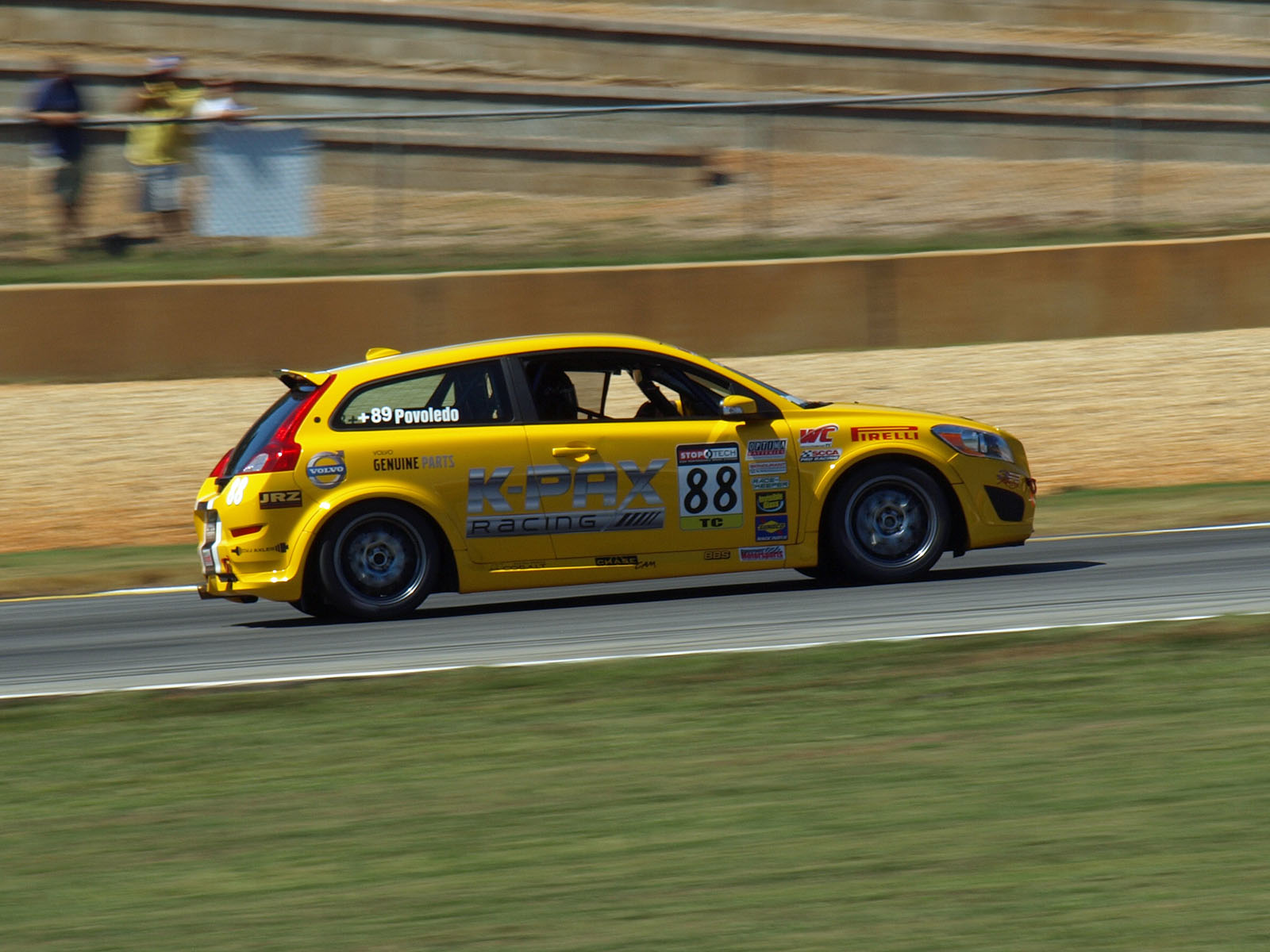
Volvo C30 S2000